# Rajd Alpejski 1964
Rajd Alpejski 1964 (25. Coupe des Alpes) – 25 edycja rajdu samochodowego Rajd Alpejski rozgrywanego we Francji od 22 do 27 czerwca 1964 roku. Była to ósma runda Rajdowych Mistrzostw Europy w roku 1964.

## Wyniki końcowe rajdu[2]
| Miejsce                      | Kierowca                     | Pilot                        | Samochód                     | Czas                         | Strata                       |                              |
| Klasyfikacja generalna i ERC | Klasyfikacja generalna i ERC | Klasyfikacja generalna i ERC | Klasyfikacja generalna i ERC | Klasyfikacja generalna i ERC | Klasyfikacja generalna i ERC | Klasyfikacja generalna i ERC |
| ---------------------------- | ---------------------------- | ---------------------------- | ---------------------------- | ---------------------------- | ---------------------------- | ---------------------------- |
| 1.                           | Jean Rolland                 | Gabriel Augias               | Alfa Romeo Giulia TZ         |                              | –                            |                              |
| 2.                           | Donald Jude Morley           | Godfrey Erle Morley          | Austin-Healey 3000           |                              |                              |                              |
| 3.                           | Jacques Rey                  | Jean-Pierre Hanrioud         | Porsche 904 Carrera GTS      |                              |                              |                              |
| 4.                           | Rauno Aaltonen               | Tony Ambrose                 | Austin Mini Cooper S 1275    |                              |                              |                              |
| 5.                           | Vic Elford                   | David Stone                  | Ford Cortina GT              |                              |                              |                              |
| 6.                           | John Wadsworth               | Allan Cooke                  | Morris Mini Cooper S         |                              |                              |                              |
| 7.                           | Erik Carlsson                | Gunnar Palm                  | Saab 96 Sport                |                              |                              |                              |
| 8.                           | Christian Poirot             | Claude Marbaque              | Porsche 904 Carrera GTS      |                              |                              |                              |
| 9.                           | Terry Hunter                 | Patrick Lier                 | Triumph Spitfire             |                              |                              |                              |
| 10.                          | Jean-Claude Ogier            | Lucette Pointet              | Citroën DS 19                |                              |                              |                              |